# 勒克雷姆兰-比塞特尔
勒克雷姆兰-比塞特尔（法語：Le Kremlin-Bicêtre，法語發音：[lə kʁɛmlɛ̃ bisɛtʁ] ⓘ），法国中北部城市，法兰西岛大区马恩河谷省的一个市镇，隶属于拉伊莱罗斯区，其市镇面积为1.5平方公里，2022年1月1日时人口数量为23,678人，在法国城市中排名第349位。
勒克雷姆兰-比塞特尔位于马恩河谷省北部，与巴黎十三区接壤，是大巴黎都会区的组成部分，也是巴黎重要的近郊居民区，通过地铁7号线与巴黎市中心连接。

## 地名来源

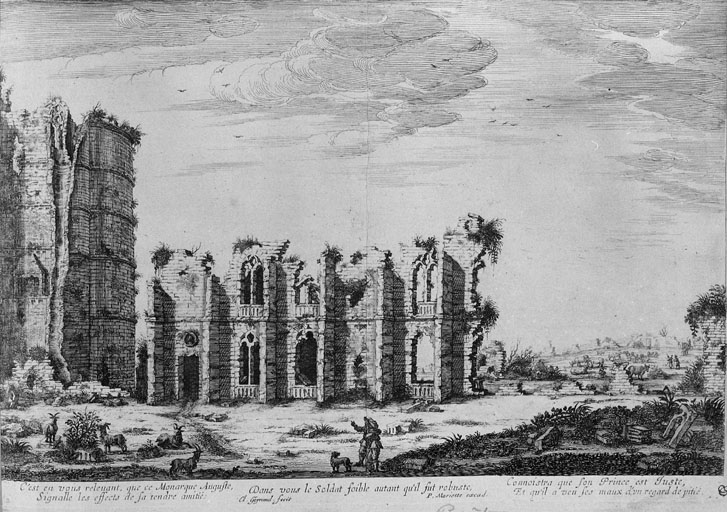
18世纪被损毁的比塞特尔医院

“克雷姆兰”一名来源于俄法战争期间当地的一处军校。
“比塞特尔”一名来源于古法语单词，意为“不幸”，与当地的比塞特尔医院曾被烧毁有关。
尽管中文名称带有连字号“-”，但此处的和并不是两个不同的地方。

## 历史
中世纪时，勒克雷姆兰-比塞特尔为让蒂伊堂区的一部分，当地的封建领主在此建有宅邸，后成为城堡，17世纪后成为比塞特尔医院。法国大革命后，勒克雷姆兰-比塞特尔成为让蒂伊的一部分。18世纪初，当地曾出现一处军校。1896年，勒克雷姆兰-比塞特尔独立成为一个市镇。20世纪后，随着巴黎的城市扩张，勒克雷姆兰-比塞特尔人口数量快速增加，成为巴黎重要的近郊居民区。

## 地理

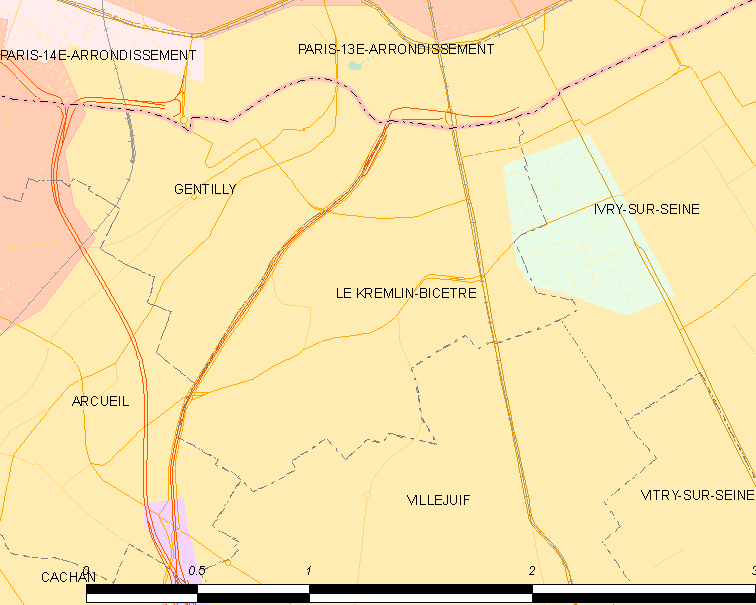
勒克雷姆兰-比塞特尔的市镇地图

勒克雷姆兰-比塞特尔位于法国中北部，法兰西岛大区中部和马恩河谷省西北部，与巴黎十三区接壤，距离省会克雷泰伊大约11公里。与勒克雷姆兰-比塞特尔接壤的市镇包括：巴黎、塞纳河畔伊夫里、阿尔克伊、让蒂伊和维勒瑞夫。

### 地形
勒克雷姆兰-比塞特尔位于巴黎盆地腹地，南侧的比塞特尔城堡位于一处高地上，其余地区地势平坦，全境海拔在45到115米之间。

### 水文
勒克雷姆兰-比塞特尔属于塞纳河流域，其境内无大型天然水域分布。

### 植被
勒克雷姆兰-比塞特尔属于温带落叶阔叶林区，市中心的菲利普·皮奈尔公园（Parc Phillippe Pinel）是当地主要的城市绿地。

### 气候
勒克雷姆兰-比塞特尔在柯本气候分类法中属于温带海洋性气候。

## 行政区划
勒克雷姆兰-比塞特尔是法国法兰西岛大区马恩河谷省的一个市镇，编号为94043。勒克雷姆兰-比塞特尔隶属于拉伊莱罗斯区和马恩河谷省第十选区，管理勒克雷姆兰-比塞特尔县，同时也是大巴黎都会区和大奥利-塞纳-比耶夫尔土地公共管理局的组成部分。
勒克雷姆兰-比塞特尔市镇被划为3个街区，并实行街区自治制度。
法国国家统计与经济研究所（简称）在进行数据统计时，将勒克雷姆兰-比塞特尔设为巴黎城市区的一部分。同时，还将勒克雷姆兰-比塞特尔市镇分为了9个“块区”（IRIS），以便于统计人口分布情况。

## 交通

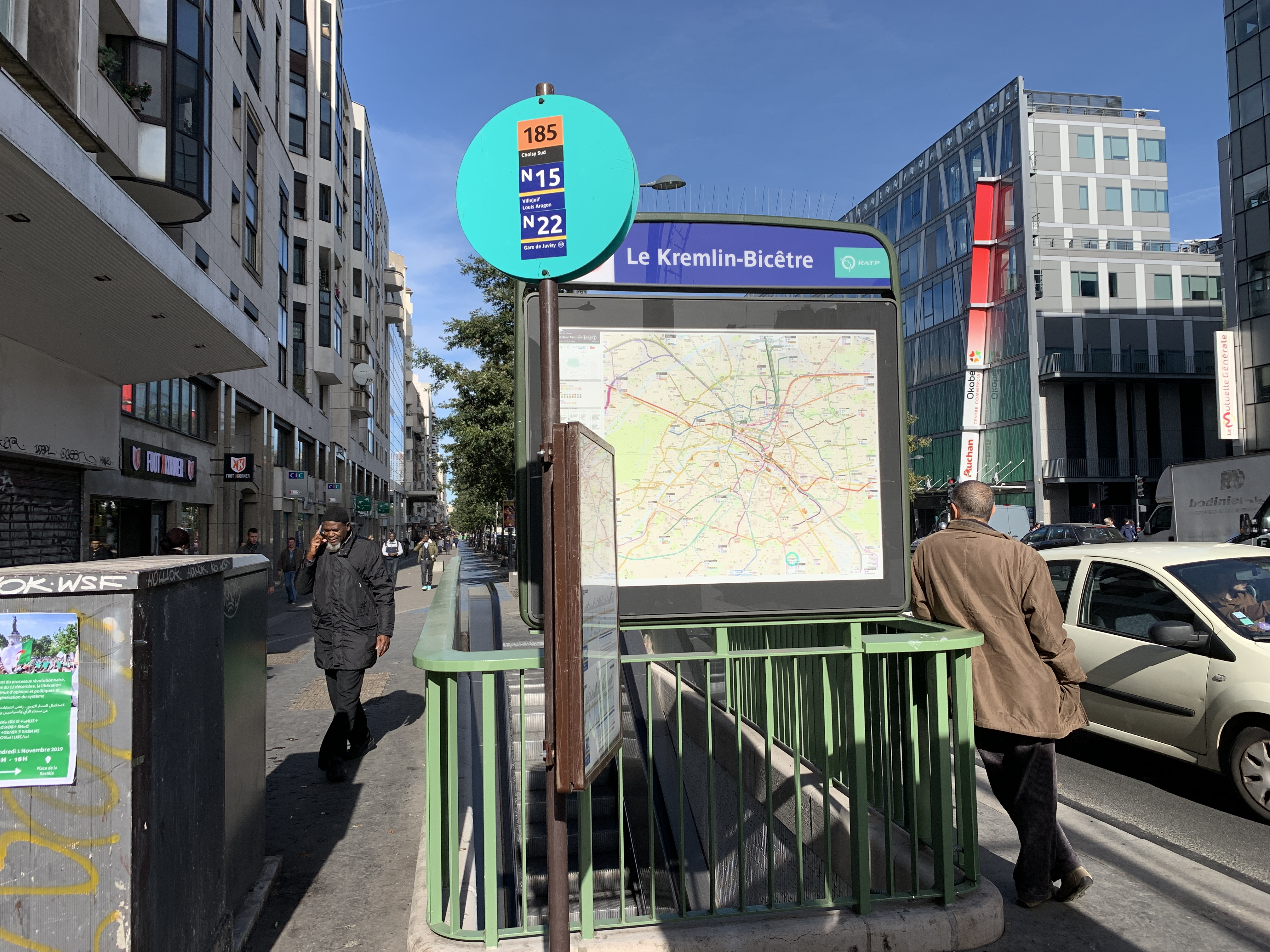
勒克雷姆兰-比塞特尔地铁站

### 公路
勒克雷姆兰-比塞特尔境内均为城市化道路，设有照明、排水、人行道等设施。
2017年，49.8%的勒克雷姆兰-比塞特尔家庭拥有至少一辆的私人汽车。2018年，勒克雷姆兰-比塞特尔境内共发生各类交通事故52起，造成58人受伤。

### 对外交通
距离勒克雷姆兰-比塞特尔最近的长途铁路车站为巴黎奥斯特里茨站，大约5公里；最近的通勤铁路车站为让蒂伊站，大约2公里。
巴黎戴高乐机场和巴黎-奥利机场距离勒克雷姆兰-比塞特尔的距离分别为35公里和12公里。

### 城市公共交通
巴黎地铁7号线经过勒克雷姆兰-比塞特尔境内并设有同名车站。
巴黎公交47路、125路、131路、185路、186路、323路和法兰西岛夜班车N15线、N22线经过勒克雷姆兰-比塞特尔境内。
| 途经勒克雷姆兰-比塞特尔境内的主要公共交通线路 |           | |
| 类型                                          | 运营商    | 线路 |
| 地铁                                          | RATP      | ：拉库尔讷沃 ↔ 火车东站 ↔ 金字塔 ↔ 沙特雷 ↔ 意大利广场 ↔ 勒克雷姆兰-比塞特尔站 ↔ 猶太城-路易·阿拉貢站 |
| 公共汽车                                      | RATP      | 47：巴黎-沙特雷 ↔ 意大利广场 ↔ 意大利门 ↔ 罗歇·萨朗格罗-枫丹白露 ↔ 勒克雷姆兰-比塞特尔站 ↔ 勒克雷姆兰-比塞特尔城塞 125：巴黎-奥尔良门 ↔ 罗歇·萨朗格罗-枫丹白露 ↔ 伊夫里市政府 ↔ 迈松阿尔福兽医学校 131：巴黎-意大利门 ↔ 罗歇·萨朗格罗-枫丹白露 ↔ 勒克雷姆兰-比塞特尔站 ↔ 凡尔登-共和国 ↔ 舍维伊拉吕 ↔ 兰日斯-兄弟情站 185：巴黎-意大利门 ↔ 罗歇·萨朗格罗-枫丹白露 ↔ 勒克雷姆兰-比塞特尔站 ↔ 猶太城-路易·阿拉貢站 ↔ 保罗·阿尔芒戈 ↔ 南舒瓦西 186：巴黎-意大利门 ↔ 罗歇·萨朗格罗-枫丹白露 ↔ 勒克雷姆兰-比塞特尔市政厅 ↔ 三公社 ↔ 高石楠 ↔ 亨利·蒂拉尔-莱昂·茹欧 ↔ 让·梅尔默兹-戴高乐将军 ↔ 罗斯福环岛 323：塞纳河畔伊夫里-甘必大 ↔ 伊夫里市政府 ↔ 勒克雷姆兰-比塞特尔 ↔ 拉普拉斯站 ↔ 沙蒂永-蒙鲁日站 ↔ 伊西莱穆利诺-塞纳河谷 |
| 公共汽车                                      | Valouette | V6：勒克莱尔·托马（区域环线） |
| 公共汽车                                      | (N)       | N15：塞纳河畔阿涅尔 ↔ 巴黎圣拉扎尔站 ↔ 沙特雷站 ↔ 意大利广场 ↔ 舒瓦西门站 ↔ 勒克雷姆兰-比塞特尔站 ↔ 猶太城-路易·阿拉貢站 N22：沙特雷站 ↔ 意大利广场 ↔ 舒瓦西门站 ↔ 勒克雷姆兰-比塞特尔站 ↔ 猶太城-路易·阿拉貢站 ↔ 蒂艾门 ↔ 巴黎-奥利机场 ↔ 瑞维西站 |
| 1.                                            |           | |

## 政治

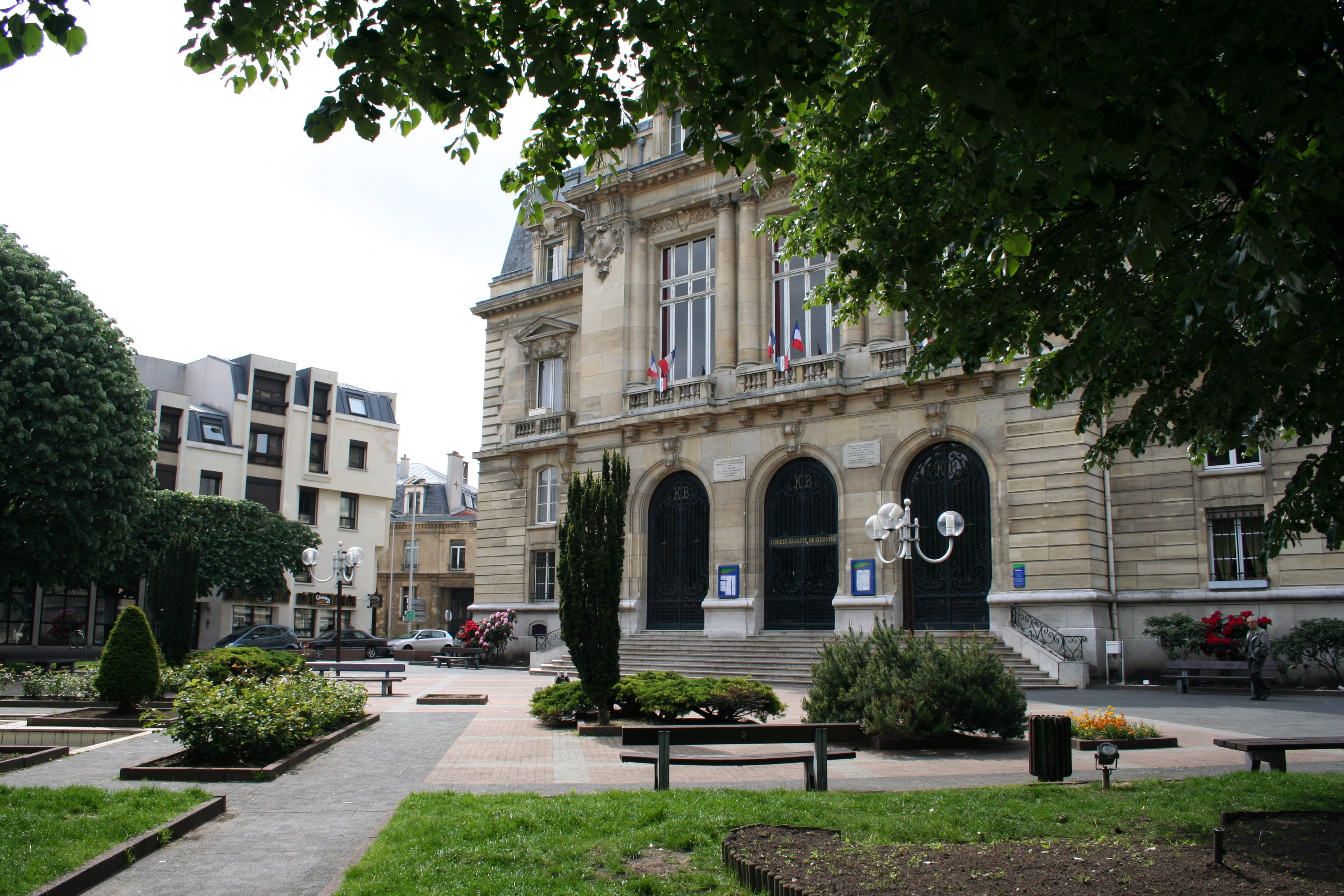
勒克雷姆兰-比塞特尔市政厅

勒克雷姆兰-比塞特尔的现任市长为让-吕克·洛朗先生，他是共和与社会主义左翼的一名成员，在2020年的市政选举中获得了34.25%的支持率。
在2017年的法国总统大选中，法国第25任总统埃马纽埃尔·马克龙在勒克雷姆兰-比塞特尔获得了82.97%的支持率。

## 人口
2017年，勒克雷姆兰-比塞特尔市镇人口数量为25,334，在法国排名第349位。其中男性12,207人，女性13,127人，75岁及以上人口占5.7%，外籍人口数量为7,766人，人口密度为16,451人/平方公里，当地居民被称为（男性）或（女性）。2018年，勒克雷姆兰-比塞特尔境内出生324人，死亡人口136人。
| 年份   | 1931   | 1936   | 1946   | 1954   | 1962   | 1968   | 1975   | 1982   | 1990   | 1999   | 2006   | 2011   | 2016   | 2018   |
| ------ | ------ | ------ | ------ | ------ | ------ | ------ | ------ | ------ | ------ | ------ | ------ | ------ | ------ | ------ |
| 人口數 | 17,453 | 17,038 | 14,072 | 15,618 | 18,834 | 20,798 | 20,061 | 17,543 | 19,348 | 23,724 | 25,567 | 26,131 | 25,292 | 24,850 |

## 经济
勒克雷姆兰-比塞特尔所在的马恩河谷省的巴黎都会区内重要的居民和商业区。（快递）、（邮政）及（计算机技术）是当地2019年营业额最高的三个企业，分别为116,522,894欧元、104,462,513欧元和49,074,000欧元。

## 财政收入
2018年，勒克雷姆兰-比塞特尔的财政收入总额为41,238,900欧元，财政支出总额为39,852,300欧元，当年的债务总额为26,070,600欧元。
2015年，勒克雷姆兰-比塞特尔的人均月收入总额为2,864欧元，其中高级职员为4,168欧元，中级职员为2,668欧元，普通职员为2,020欧元。
2017年，勒克雷姆兰-比塞特尔境内的青壮年（15至64岁）失业率为13.9%，当地59.3%的家庭拥有纳税资格。

## 社会事务

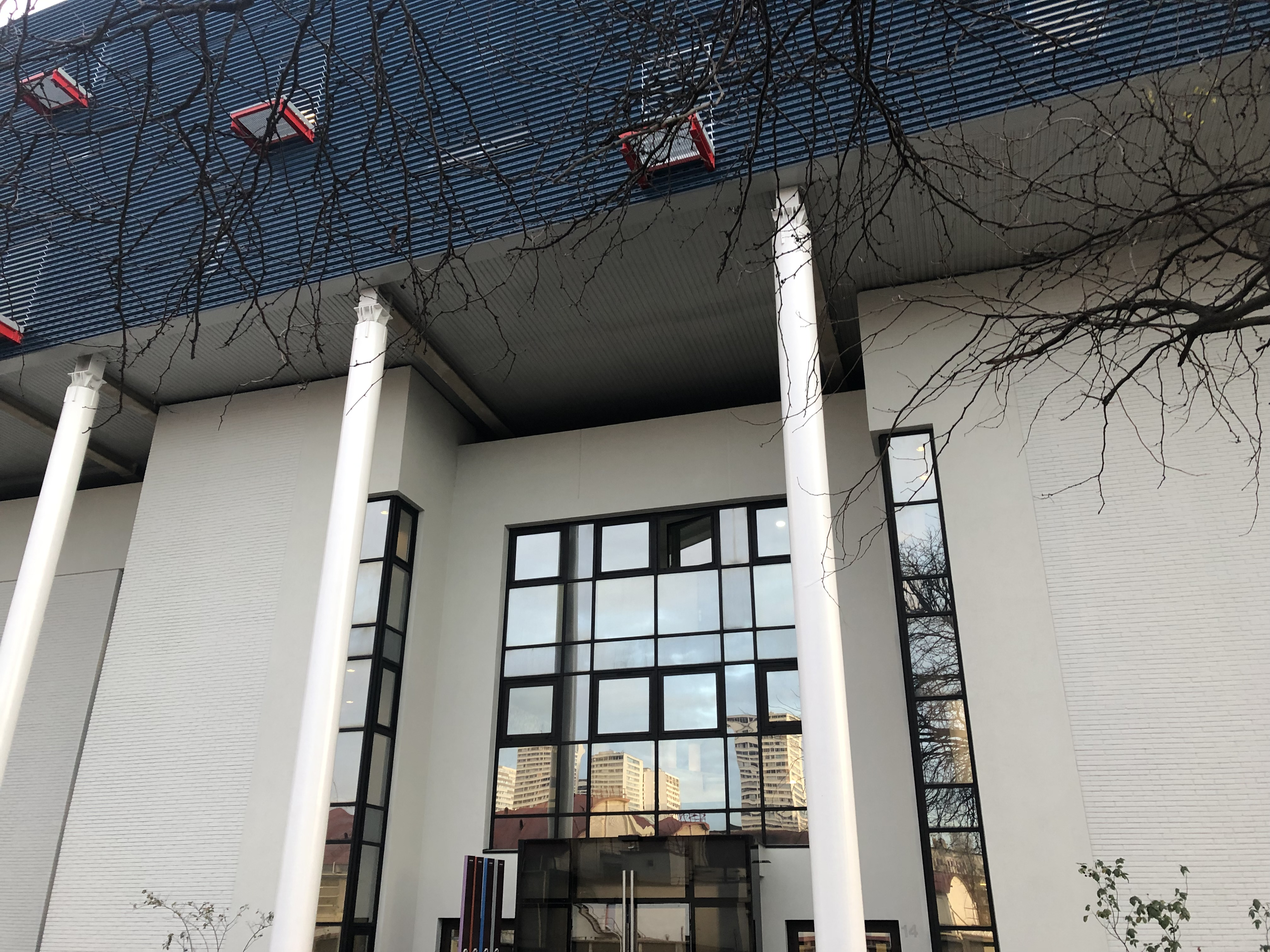
EPITA

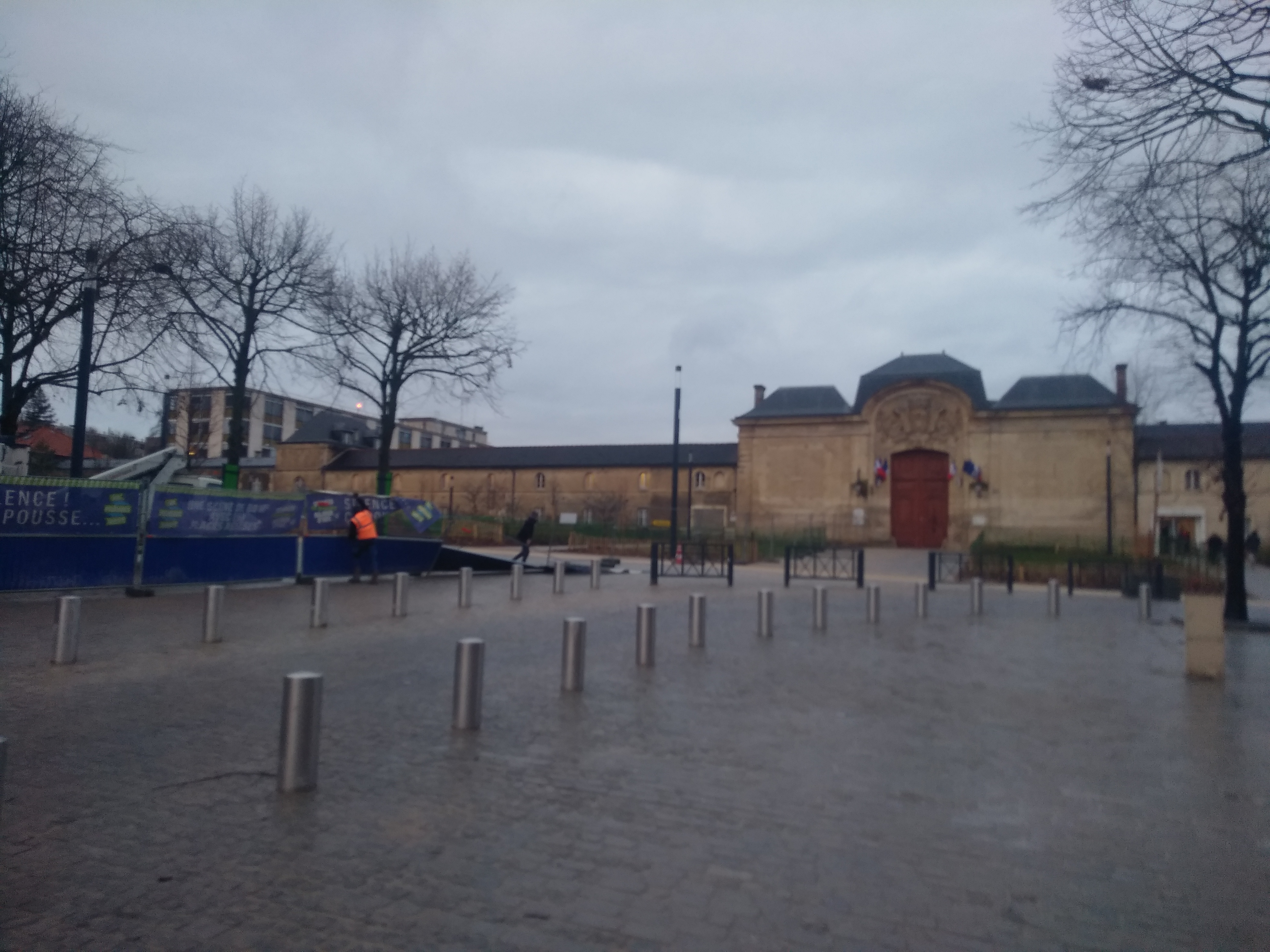
比塞特尔医院

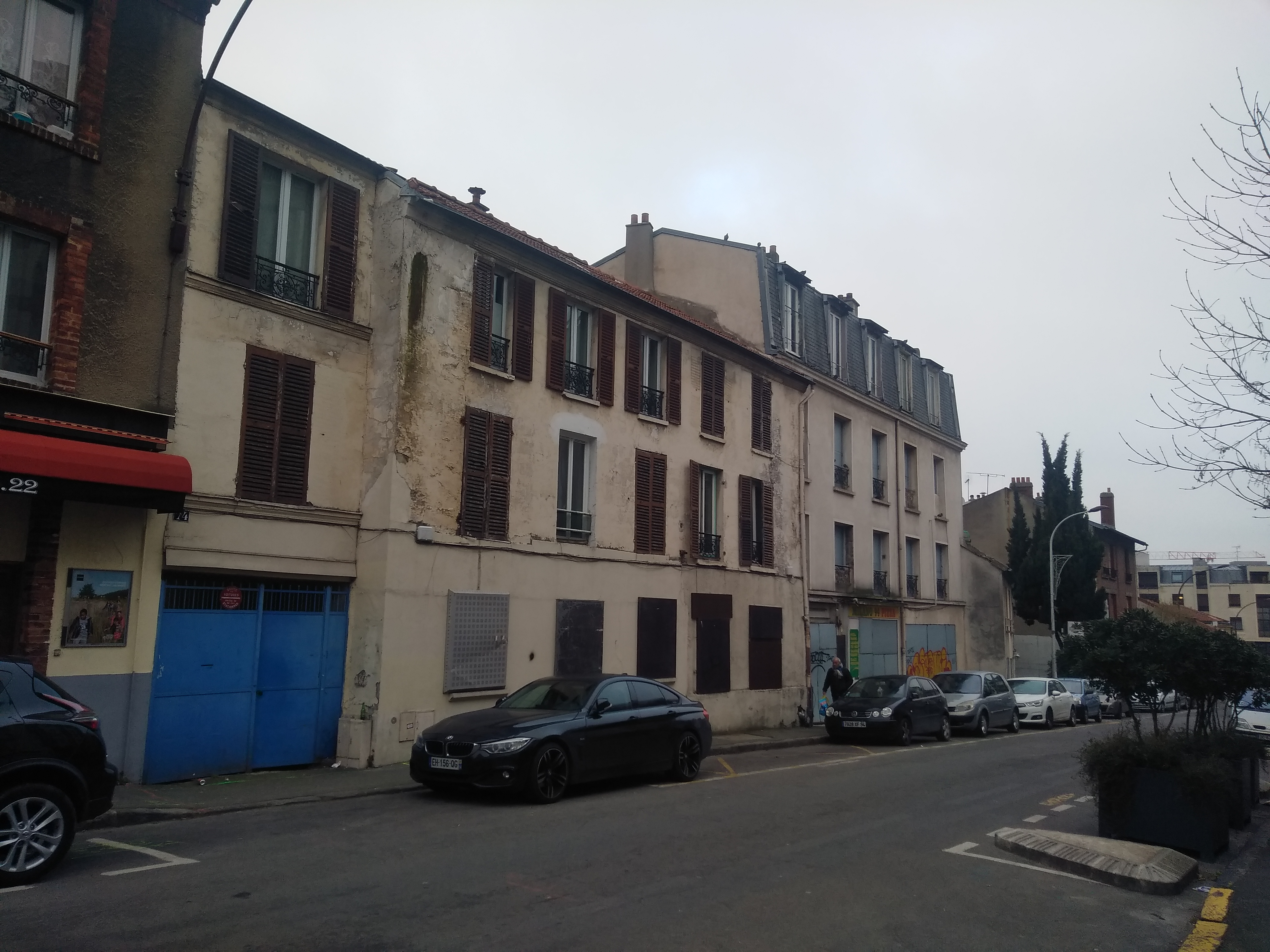
街道

### 教育
勒克雷姆兰-比塞特尔属于克雷泰伊学区。截止2019年1月1日，勒克雷姆兰-比塞特尔境内共有5所幼儿园、6所小学、3所初级中学和2所普通高中。2018至2019学年度，勒克雷姆兰-比塞特尔境内共有在校中等教育阶段学生2,901名。
在高等教育方面，勒克雷姆兰-比塞特尔有两所私立高校：EPITA和Epitech。巴黎第十一大学的医学院亦设于其境内。

### 医疗
截止2019年1月1日，勒克雷姆兰-比塞特尔境内共有全科医生12名、保健师17名、牙医15名、护士13名、耳科医生1名、眼科医生2名、皮肤科医生2名、助产士3名、儿科医生1名和妇科医生1名。境内共有药房9家、养老院1家、残疾人帮扶中心5家。
比塞特尔医院最初建于17世纪，现为巴黎公共医疗集团的成员，其主病区位于勒克雷姆兰-比塞特尔市区南部，设有床位1,027个，是当地规模最大的公立综合性医院。

### 住房
2017年，勒克雷姆兰-比塞特尔境内共有各类住房12,707套，其中5.1%为独立式居民区，94.1%为集中式居民区。常住房屋占勒克雷姆兰-比塞特尔市镇范围内居民建筑总量的91.1%。

### 商业
2019年，勒克雷姆兰-比塞特尔境内共有各类实体商铺489家，其中餐厅101家、大型超市5家、杂货店9家、面包房11家、肉铺11家、书店5家、装饰品店2家、银行门店10家、美容美发店27家、汽车维修店11家。市区东部建有欧尚超市。

### 体育
2019年，勒克雷姆兰-比塞特尔境内共有1家游泳池、4间体育馆、1座综合体育场、4处网球场、1处足球或橄榄球场以及4处篮球或排球场。
截至2021年1月，勒克雷姆兰-比塞特尔境内共有3家注册足球俱乐部：
- 克雷姆兰-比塞特尔俱乐部（Kremlin Bicetre CSA），2020至2021赛季参加马恩河谷省足球联赛
- 热带联盟俱乐部（Tropical AC），2020至2021赛季参加马恩河谷省足球联赛
- 克雷姆兰-比塞特尔五人制足球俱乐部（Kremlin Bicetre Fustal）

### 环境
勒克雷姆兰-比塞特尔的环境事务由其所属的公共社区负责。2019年，勒克雷姆兰-比塞特尔境内暂无污染企业。

### 治安
2019年，勒克雷姆兰-比塞特尔市镇范围内共有1处派出所和0处宪兵队。
2014年，勒克雷姆兰-比塞特尔及附近地区共发生各类案件11,418起，其中盗窃类案件6,973起，经济类案件1,121起，毒品交易类案件433起。

## 文化

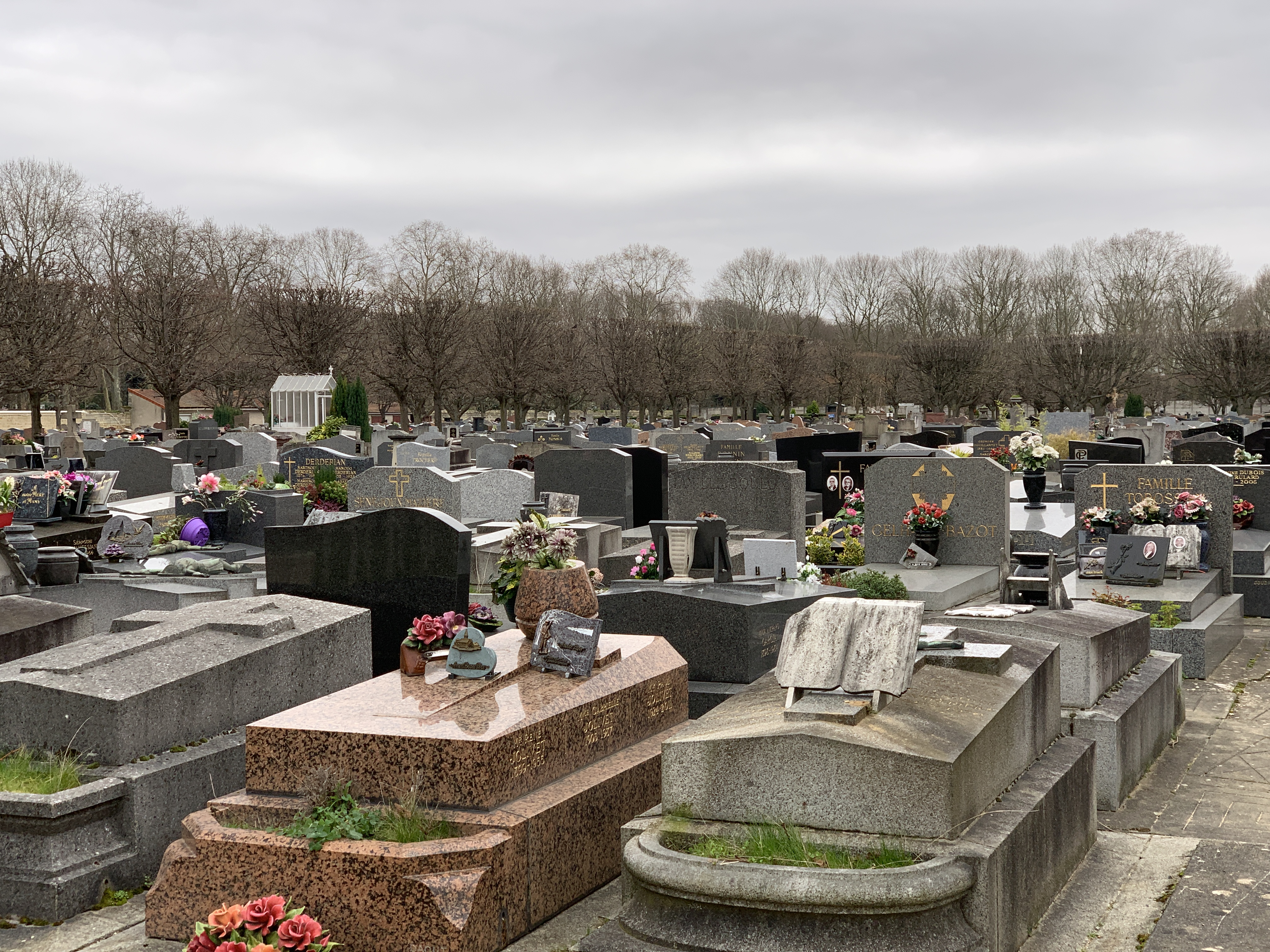
比塞特尔公墓

2019年，勒克雷姆兰-比塞特尔境内有1家剧场。勒克雷姆兰-比塞特尔市政府提供多媒体中心，向公众全年开放。

### 建筑
勒克雷姆兰-比塞特尔境内的建筑主要建于20世纪以后，勒克雷姆兰-比塞特尔圣法米耶教堂、勒克雷姆兰-比塞特尔圣屈雷达尔教堂等为当地主要的宗教建筑物。

### 旅游
勒克雷姆兰-比塞特尔的旅游事务由其所属的公共社区负责。2020年，勒克雷姆兰-比塞特尔境内共有5家宾馆共计668间房间；另有0个露营地，可容纳共0辆露营车。

### 媒体
法国主要的媒体均可在勒克雷姆兰-比塞特尔接收，法国电视三台下属的法兰西岛大区频道在部分时段播出勒克雷姆兰-比塞特尔所属区域的地方新闻。

## 友好城市
截至2021年1月，勒克雷姆兰-比塞特尔暂未建立任何友好城市关系。